# Love Is
Love Is – podwójny album nagrany w październiku 1968 r. przez grupę Eric Burdon & The Animals i wydany w grudniu tego samego roku.

## Historia i charakter albumu
W dwa miesiące po wydaniu Every One of Us grupa weszła znów do studia i nagrała podwójny album, w nieco odmiennym stylu od trzech poprzednich. Zmiana brzmienia grupy nastąpiła dzięki zwiększonej roli instrumentów klawiszowych, a szczególnie elektrycznego pianina.
Jednak Andy Summers, gitarzysta grupy Zoota Moneya Big Roll Band także pokazał się z jak najlepszej strony. Jego solo w „Colored Rain” – przeboju grupy Traffic – ukazało jego olbrzymie możliwości; zostało ono zresztą przerwane przy 189 takcie, a więc było także niezwykle długie.
Grupa praktycznie rozwiązała się niedługo po nagraniu Love Is. 
- Eric Burdon po okresie rozterek i chaosu nawiązał kontakt z grupą The Nightshift i zmienił jej nazwę na War zostając jej wokalistą.
- John Weider został gitarzystą świetnej grupy Family.
- Andy Summers i Zoot Money po różnych mniej lub bardziej udanych projektach wstąpili do Kevin Coyne Band.
- Barry Jenkins został perkusistą grupy Heavy Jelly, która powstała po rozwiązaniu się Aynsley Dunbar Retaliation.

## Muzycy
- Eric Burdon – wokal
- Zoot Money – organy, elektryczne pianino, gitara basowa, wokal
- John Weider – gitara, wokal
- Andy Summers – gitara, wokal
- Barry Jenkins – perkusja, instrumenty perkusyjne

## Spis utworów
| 1. | River Deep, Mountain High  | 7:23    |
|    |                            |         |
| 2. | I'm an Animal              | 5:34    |
|    |                            |         |
| 3. | I'm Dying, or Am I?        | 4:28    |
|    |                            |         |
| 4. | Ring of Fire               | 4:58    |
|    |                            |         |
| 5. | To Love Somebody           | 6:55    |
|    |                            |         |
| 6. | Colored Rain               | 9:38    |
|    |                            |         |
| 7. | As the Years Go Passing By | 10:13   |
|    |                            |         |
| 8. | Gemini – The Madman        | 17:23   |
|    |                            |         |
|    |                            | 1:06:32 |
|    |                            |         |

## Opis płyty
- Producent – The Animals
- Nagranie – październik 1968
- Inżynier – Brian Ingoldsby
- Studio – T.T.G i Sunset Sound Studios w Hollywood, Kalifornia
- Remiks – Zoot Money, Andy Summers
- Kierownik inżynierów – Val Valente
- Produkcja okładki – Rainstory Prod.
- Fotografie i projekt – Michael O’Bryant
- Grafika – Mitchell Brisker
- Dodatkowe fotografie – George Bartlett
- Wydanie – grudzień 1968
- Czas – 66 min. 32 sek.
- Firma nagraniowa – MGM
- Numer katalogowy – SE 4591-2

Wznowienia
- Firma nagraniowa – One Way Records
- Numer katalogowy – OW 30338
- Rok – 1994
- Firma nagraniowa – Repertoire
- Numer katalogowy – RR1056
- Rok – 2004

## Listy przebojów

### Album
| Rok  | Lista                    | Pozycja |
| ---- | ------------------------ | ------- |
| 1968 | Billboard. Albumy popowe | 123     |